# Madrepora oculata
Espèce
Statut CITES
Madrepora oculata, aussi appelé corail en zigzag, est une espèce de corail scléractiniaire que l'on retrouve dans le monde entier sauf dans les régions polaires.
Il réside dans les eaux profondes entre 80 et 1 500 mètres de profondeur. L'espèce fut décrite pour la première fois par Carl von Linné en 1758. C'est une des douze espèces de coraux que l'on trouve dans le monde entier, y compris dans les océans sub-antarctiques. On le trouve plus particulièrement dans la mer Méditerranée et dans le nord-est de l'Atlantique.
Cette espèce est inscrite à l'annexe II de la convention de Barcelone comme espèce en danger ou menacées.

## Liste des sous-taxons
Selon World Register of Marine Species (26 févr. 2011) :
- Madrepora oculata f. alpha Cairns, 1991
- Madrepora oculata f. beta Cairns, 1991
- Madrepora oculata f. galapagensis Vaughan, 1906
- Madrepora oculata f. gamma Cairns, 1991